# Cristóbal M2
Cristóbal M2 (San Cristóbal, .30 Király-Cristóbal) — автоматический карабин, разработанный в Доминиканской республике на основе венгерского пистолета-пулемёта Kiraly 39M и итальянского пистолета-пулемёта Beretta M1938.
Конструктивно он ближе к пистолетам-пулемётам, однако использованный им патрон .30 Carbine значительно превосходил по мощности пистолетные патроны (но всё же уступал промежуточным боеприпасам).

## Страны-эксплуатанты
- Доминиканская Республика
- Куба — поставлялись для кубинской армии в период диктатуры Ф. Батиста (несколько было захвачено повстанцами Ф. Кастро[2] - и в дальнейшем, один такой карабин стал личным оружием Эрнесто Че Гевары)